# Étienne André François de Paule Fallot de Beaumont de Beaupré

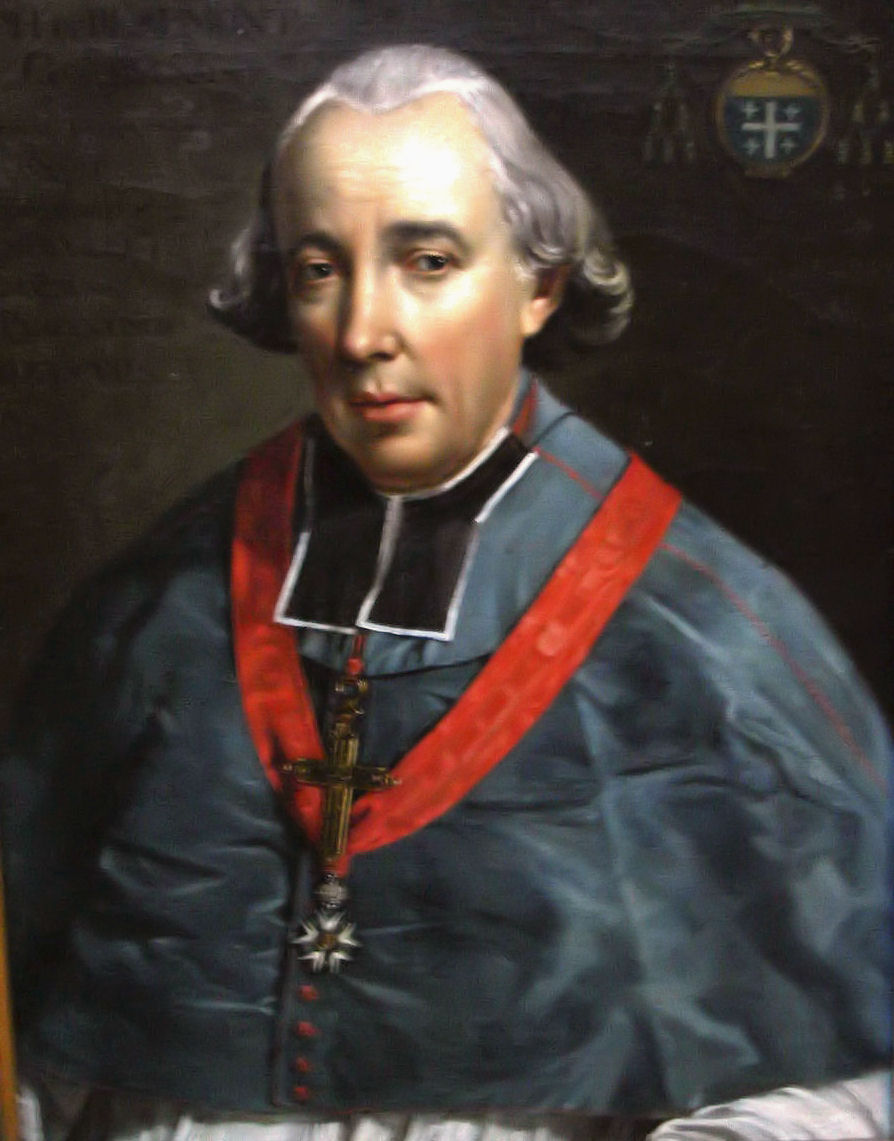
Étienne André François de Paule Fallot de Beaumont de Beaupré als Bischof von Gent mit den Insignien „Offizier der Ehrenlegion“

Étienne André François de Paule Fallot de Beaumont de Beaupré (* 1. April 1750 in Avignon, Frankreich; † 27. Oktober 1835 in Paris) war ein französischer Bischof.

## Leben
Fallot de Beaumont empfing er am 18. September 1773 die Priesterweihe. Bald darauf wurde er Kanoniker in der Kathedrale St.-Etienne von Agde, hierauf schloss sich die Ernennung zum Generalvikar im Bistum Blois an.
Am 16. Dezember 1782 wurde er zum Koadjutorbischof von Vaison und zum Titularbischof von Sebastopolis in Armenia ernannt. Die Bischofsweihe spendete ihm am 21. Dezember desselben Jahres Kardinal Henry Benedict Stuart; Mitkonsekratoren waren Erzbischof Orazio Mattei und Bischof Pier Luigi Galletti OSB. 1786 übernahm Fallot de Beaumont das Bischofsamt von Vaison. Infolge der französischen Revolution und der Zivilverfassung des Klerus (12. Juni 1790) wurde die Diözese Vaison 1790 aufgelöst und Bischof de Beaumont musste nach Italien fliehen.
Mit der Machtübernahme Napoleons I. im Jahr 1802 änderten sich in Frankreich erneut die Verhältnisse von Staat und Kirche. Bischof de Beaumont wurde am 11. April 1802 zum Bischof von Gent in Belgien ernannt und übernahm am 15. Mai 1802 den Bischofssitz. Kaiser Napoleon hatte im Februar 1808 den Kirchenstaat besetzt. Fallot de Beaumont wurde daraufhin nach Piacenza in Italien berufen und übernahm am 22. März 1807 das Bischofsamt in Piacenza. In dieser Position nahm er an mehreren geheimen und öffentlichen Verhandlungen zwischen Frankreich und dem Papst teil. 1809 hatte Napoleon I. Papst Pius VII. nach Grenoble und später nach Savona verschleppt. Bischof de Beaumont gehörte zu den Prälaten, die 1811 die Verhandlungen mit Pius VII. führten und ihm einige Zugeständnisse abringen konnten. 1813 wurde der Papst auf das Schloss Fontainebleau bei Paris verbracht. Hier begannen im Januar 1813 neue Verhandlungen mit dem Papst, an denen auch Bischof de Beaumont zeitweise teilnahm. Am 24. Mai 1814 konnte Papst Pius VII. nach Rom zurückkehren. 1813 wurde de Beaumont von Napoleon I. als Erzbischof von Bourges eingesetzt. Dieses vom Heiligen Stuhl nicht anerkannte Amt bekleidete er bis 1815.
Während Napoleons Herrschaft der Hundert Tage war auch de Beaumont in Paris. Er legte den Treueid auf Napoleon ab und wurde von diesem zum „Ersten Kaplan des Kaisers“ unter gleichzeitiger Aufnahme in das Oberhaus ernannt. Am 7. Mai 1817 musste de Beaumont, auf Druck von Rom, seinen Bischofsstuhl in Piacenza aufgeben. Er zog sich daraufhin nach Paris zurück.

## Auszeichnungen, Ehrungen und Titel
- Offizier der Ehrenlegion (1811)
- Ritter des Unionsorden
- Kommandeur des Konstantinorden (1817)
- Baron des Ersten Kaiserreichs (Frankreich) (1808)
- Graf des Ersten Kaiserreichs (Frankreich) (1813)
- Erster Kaplan des Kaisers Napoleon I. (1815, Herrschaft der hundert Tage)
- Pair von Frankreich (1815)